# Felipe Colombo
Felipe Colombo Eguía (México, 8 de janeiro de 1983) é um ator e cantor mexicano.
Obteve sucesso internacional com a banda Erreway, que surgiu durante a novela argentina Rebelde Way.

## Carreira
Filho do ator argentino Juan Carlos Colombo. Felipe Colombo nasceu na Cidade do México, México, em 8 de janeiro de 1983.
Felipe fez sua estreia na televisão atuando em 1991, na novela Ángeles sin paraíso como Andrés Paraíso, juntamente com Anahí (Rebelde). Mais tarde, em 1992, ele atuou ao lado Ludwika Paleta e Gael García Bernal em uma telenovela denominada El abuelo y Yo  produção da Televisa. Após atuando em outras duas telenovelas, trabalhou junto com Angélica María, entre muitos outros, em Agujetas de color de rosa, que foi um sucesso em toda América Latina e entre o público hispânico nos Estados Unidos. Em 1996, Colombo teve um papel em um episódio de Mujer, casos de la vida real, uma série de televisão que retrata a vida das mulheres no cotidiano. Em 1998, Felipe conseguiu um papel na versão mexicana de Chiquititas, que foi gravada na Argentina. Depois da versão mexicana ser um fracasso de audiência, Cris Morena o convidou para participar da versão argentina da mesma. Desde então segue atuando em novelas argentinas, onde é muito famoso. Durante 2002, Colombo atuou em uma novela chamada Rebelde Way,trabalhando novamente com Luisana Lopilato,Camila Bordonaba e Benjamín Rojas que formaram o grupo Erreway.Esse se tornou conhecido a nível internacional e que têm álbuns de ouro e platina em vários países. Em 2005 conseguiu um papel de protagonista na novela "Doble Vida" onde interpretou Pastor Saraiva. Em 2007 ele conseguiu um papel na telenovela "Son de Fierro" contracenando pela terceira vez com Camila Bordonaba. Em 2008 fez parte do elenco da telenovela "Por amor a Vos" vivendo o vilão Facundo. E em 2009 foi escalado para a telenovela "Enseñame a vivir".

### 2011 - 2014
Em 2011, participou no Yups Channel da série Atrapados e no Canal 13 e da telenovela Herederos de una vengaza. Neste mesmo ano, Felipe esteve no cinema com o filme Solos en la ciudad, dirigido por Diego Corsini; voltando a estar em cartaz no teatro entre 2011 - 2012 com a peça Noches de reyes, interpretando Sebastián.
No ano de 2012, estreou como apresentador de televisão com um programa de viagens juntamente com a atriz Isabel Macedo chamado La vuelta al mundo. Ainda no Canal 13, participou da telenovela Sos mi hombre, no papel de Máximo Duarte. Já no teatro, participou da peça La mujer del domingo.
Após o final de Sos mi hombre, Felipe participou na TV Pública da minissérie Inconsciente coletivo como Álvaro Goldstein. Novamente no Canal 13, integrou o elenco da novela Mis amigos de siempre interpretando Fidel, novela protagonizada por Nicolás Cabré, Gonzalo Heredia, Nicolás Vázquez, Agustina Cherri, Emilia Attias e Calu Rivero.
Em 2014, paralelo as gravações da telenovela esteve em cartaz com a peça La nota mágica.

### 2015 - 2018
Começou 2015 participando da 3ª temporada do reality show Tu cara me suena na Telefe, terminando em 2º lugar. Felipe Colombo perdeu a competição para a cantora e atriz Diana Amarilla e ficando a frente de seu amigo e ex-colega de banda, Benjamín Rojas.
Em 2016 protagonizou a obra Cardenio como o personagem de Cardenio. A obra foi escrita originalmente por William Shakespeare e John Fletcher.
No verão de 2017 vai atuar em Stravaganza sin reglas para el amor.
Em 2018 voltou ao teatro com a peça Desesperados. Entre 2018 - 2019, interpretou Luciano "Lucho" na telenovela do Canal 13, Mi hermano es un clon. Em outubro de 2018, gravou a série da rede de televisão Net TV, Millennials.
Atualmente se encontra trabalhando no setor de matrículas da Universidad Nacional de Moreno, em Buenos Aires.

## Vida Pessoal
É filho do ator argentino Juan Carlos Colombo. Recebeu a educação primária na escola Hermino Almendro no México e a educação secundária começou no CIE sur no México, a concluindo na Argentina nos colégios José Martí e San Francisco. De 2000 até 2004, mantece uma relação com sua companheira de elenco de Rebelde Way, Luisana Lopilato. Entre 2005 e 2006 namorou com a modelo Cecila Bonelli.
Desde 2007, mantém uma relação com Cecila Coronado, com quem possui uma filha chamada Aurora Colombo, nascida em 3 de novembro de 2009.

## Trabalhos na TV
| Ano       | Título                       | Personagens                        | País      |
| --------- | ---------------------------- | ---------------------------------- | --------- |
| 2018      | Millennials                  |                                    | Argentina |
| 2018      | Encierros                    |                                    | Argentina |
| 2018      | Mi hermano es un clon        | Luciano "Lucho"                    | Argentina |
| 2015      | Tu cara me suena 3           | Participante/Imitador (2º puesto.) | Argentina |
| 2014      | Mis amigos de siempre        | Fidel                              | Argentina |
| 2011-2012 | Herederos de una venganza    | Bernardo Berlanga                  | Argentina |
| 2012      | La vuelta al mundo           | Él mismo/Conductor                 | Argentina |
| 2012-2013 | Sos mi hombre                | Máximo Duarte                      | Argentina |
| 2013      | Inconsciente colectivo       | Álvaro Goldstein                   | Argentina |
| 2011      | Atrapados                    | Roman                              | Argentina |
| 2009      | Enseñame a vivir             | Cristobal                          | Argentina |
| 2008      | Por amor a Vos               | Facundo                            | Argentina |
| 2007      | Son de Fierro                | Luis 'Lucho' Fierro                | Argentina |
| 2006      | Mujeres asesinas             | Daniel / Ep: Isabel, enfermera     | Argentina |
| 2006      | Mujeres asesinas             | Leo / Ep: Carmen, honrada          | Argentina |
| 2005      | Amor mío                     | Chamaco Precoz                     | Argentina |
| 2005      | Doble Vida                   | Pastor Saraiva                     | Argentina |
| 2004      | Floricienta                  | Miki                               | Argentina |
| 2003      | Rincón de Luz                | Felipe                             | Argentina |
| 2002/2003 | Rebelde Way                  | Manuel Aguirre                     | Argentina |
| 2001      | Chiquititas, la história     | Felipe                             | Argentina |
| 1999/2000 | Chiquititas                  | Felipe Mejia                       | Argentina |
| 1998      | Chiquititas (México)         | Julio                              | México    |
| 1996      | Mujer, casos de la vida real | Juan                               | México    |
| 1995      | Cilantro y perejil           | Carlitos                           | México    |
| 1994      | Agujetas de color de rosa    | Luisito Dávila                     | México    |
| 1992      | Ángeles Sin Paraíso          | Andrés Ángeles                     | México    |
| 1992      | El Abuello y Yo              | Felipín                            | México    |
| 1992      | Sonata de Luna               | Juan                               | México    |

### Cinema
| Ano  | Título                     | País             | Personagem     | Diretor               |
| ---- | -------------------------- | ---------------- | -------------- | --------------------- |
| 1995 | Cilantro y perejil         | México           | Carlitos       | Rafael Montero        |
| 1998 | El paje                    | México           | Nicolás        | Eduardo Soto-Falcón   |
| 2001 | Chiquititas: Rincón de luz | Argentina        | Felipe         | José Luis Massa       |
| 2004 | Erreway: 4 caminos         | Argentina        | Manuel Aguirre | Ezequiel Crupnicoff   |
| 2006 | Cara de queso              | Argentina        | Gustavo        | Ariel Winograd        |
| 2007 | Cañitas                    | México           | Emmanuel       | Julio César Estrada   |
| 2008 | Fantasma de Buenos Aires   | Argentina        |                | Guillermo Grillo      |
| 2009 | Carmilla                   | Argentina        |                |                       |
| 2009 | Marea de arena             | Argentina/México | Sebastián      | Gustavo Montiel Pages |
| 2010 | Matar a Videla             | Argentina        | Dante          | Nicolas Capelli       |
| 2011 | Solos en la ciudad         | Argentina        | Santiago       | Diego Corsini         |

### Teatro
| Ano       | Título                      | Personagem        | Notas     |
| --------- | --------------------------- | ----------------- | --------- |
| 1989      | Entre todos si se puede     |                   | México    |
| 1989      | El abuelo y yo              | Felipín           | México    |
| 1989      | Momo                        |                   | México    |
| 1989      | Eduardo II                  |                   | México    |
| 1989      | Los ladrones del tiempo     |                   | México    |
| 1992      | Ángeles sin paraíso         | Andrés Cifuentes  | México    |
| 1999-2001 | Chiquititas                 | Felipe Mejía      | Argentina |
| 2002      | Rebelde Way                 | Manuel Aguirre    | Argentina |
| 2003-2004 | Erreway                     | Él mismo          | Argentina |
| 2005      | El graduado                 | Benjamín Braddock | Argentina |
| 2006      | No te preocupes ojos azules | Kurt Cobain       | Argentina |
| 2008      | Yepeto                      |                   | Argentina |
| 2009      | El alivio                   |                   | Argentina |
| 2010      | No confíes en mí            | Marcos            | Argentina |
| 2011-2012 | Noches de reyes             | Sebastián         | Argentina |
| 2012      | La mujer del domingo        | Brian             | Argentina |
| 2014      | La nota mágica              |                   | Argentina |
| 2018      | Desesperados                |                   |           |